# Confessions Tour
Confessions Tour a fost al șaselea turneu mondial al Madonnei, lansat pentru a promova albumul Confessions on a Dance Floor. Conform revistei Billboard, turneul a strâns aproape 194,8 milioane de dolari, fiind urmărit de 1,2 milioane de oameni din America de Nord, Europa și Japonia și devenind cel mai de succes turneu al unei artiste, record deținut înainte de Cher.

## Lista pieselor interpretate
1. „Future Lovers” (cu elemente din „I Feel Love”)
2. „Get Together”
3. „Like a Virgin”
4. „Jump”
5. „Confessions” (Interludiu)
6. „Live to Tell”
7. „Forbidden Love”
8. „Isaac”
9. „Sorry”
10. „Like It or Not”
11. „Sorry” (Remix) (Interludiu Video)
12. „I Love New York”
13. „Ray of Light”
14. „Let It Will Be” (Paper Faces Vocal Remix)
15. „Drowned World/Substitute for Love”
16. „Paradise (Not for Me)”
17. „The Duke Mixes the Hits”  (Interludiu Video) (conține elemente din „Borderline”, „Erotica”, „Dress You Up”, „Holiday” și „Disco Inferno”)
18. „Music” (conține elemente din „Disco Inferno” cu secțiuni din „Where's the Party”)

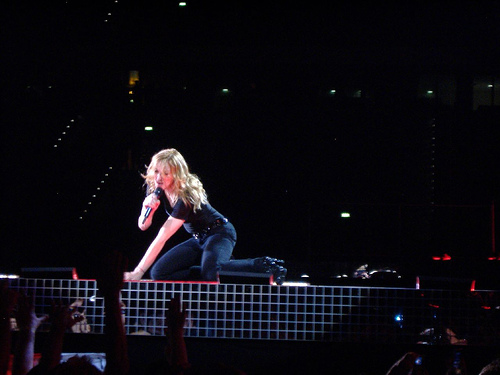
Interpretând Let It Will Be

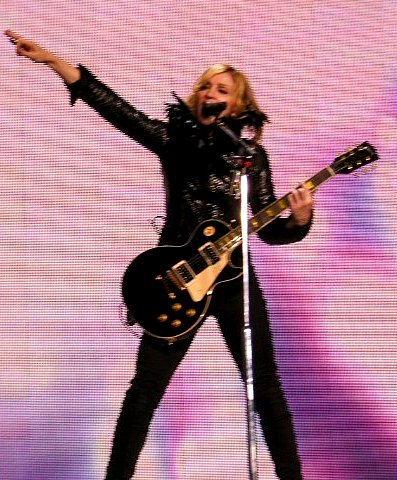
Interpretând Ray Of Light

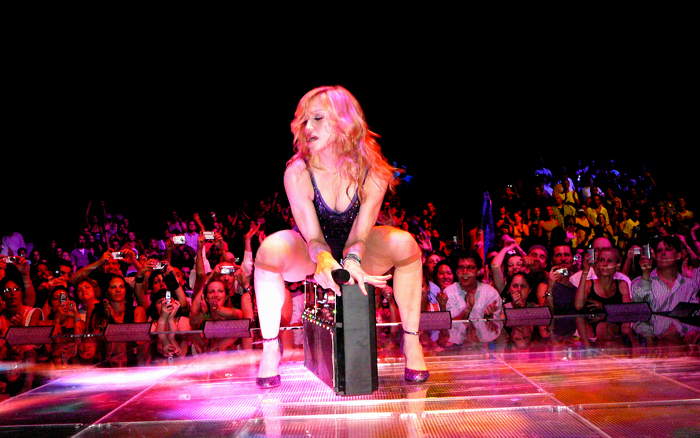
Interpretând Hung Up

19. „Erotica”/„You Thrill Me”
20. „La Isla Bonita”
21. „Lucky Star”
22. „Hung Up”

## Datele turneului
| Data               | Orașul               | Țara                       | Stadionul                        |
| ------------------ | -------------------- | -------------------------- | -------------------------------- |
| America de Nord    |                      |                            |                                  |
| 21 mai 2006        | Los Angeles          | Statele Unite ale Americii | The Forum                        |
| 23 mai 2006        | Los Angeles          | Statele Unite ale Americii | The Forum                        |
| 24 mai 2006        | Los Angeles          | Statele Unite ale Americii | The Forum                        |
| 27 mai 2006        | Las Vegas            | Statele Unite ale Americii | MGM Grand Garden Arena           |
| 28 mai 2006        | Las Vegas            | Statele Unite ale Americii | MGM Grand Garden Arena           |
| 30 mai 2006        | San Jose, California | Statele Unite ale Americii | HP Pavilion la San Jose          |
| 31 mai 2006        | San Jose, California | Statele Unite ale Americii | HP Pavilion la San Jose          |
| 3 iunie 2006       | Los Angeles          | Statele Unite ale Americii | Staples Center                   |
| 5 iunie 2006       | Fresno, California   | Statele Unite ale Americii | Save Mart Center                 |
| 6 iunie 2006       | Fresno, California   | Statele Unite ale Americii | Save Mart Center                 |
| 8 iunie 2006       | Phoenix, Arizona     | Statele Unite ale Americii | Glendale Arena                   |
| 10 iunie 2006      | Phoenix, Arizona     | Statele Unite ale Americii | Glendale Arena                   |
| 14 iunie 2006      | Chicago              | Statele Unite ale Americii | United Center                    |
| 15 iunie 2006      | Chicago              | Statele Unite ale Americii | United Center                    |
| 18 iunie 2006      | Chicago              | Statele Unite ale Americii | United Center                    |
| 19 iunie 2006      | Chicago              | Statele Unite ale Americii | United Center                    |
| 21 iunie 2006      | Montreal             | Canada                     | Bell Centre]                     |
| 22 iunie 2006      | Montreal             | Canada                     | Bell Centre]                     |
| 25 iunie 2006      | Hartford             | Statele Unite ale Americii | Hartford Civic Center            |
| 26 iunie 2006      | Hartford             | Statele Unite ale Americii | Hartford Civic Center            |
| 28 iunie 2006      | New York             | Statele Unite ale Americii | Madison Square Garden            |
| 29 iunie 2006      | New York             | Statele Unite ale Americii | Madison Square Garden            |
| 2 iulie 2006       | New York             | Statele Unite ale Americii | Madison Square Garden            |
| 3 iulie 2006       | New York             | Statele Unite ale Americii | Madison Square Garden            |
| 6 iulie 2006       | Boston               | Statele Unite ale Americii | TD Banknorth Garden              |
| 9 iulie 2006       | Boston               | Statele Unite ale Americii | TD Banknorth Garden              |
| 10 iulie 2006      | Boston               | Statele Unite ale Americii | TD Banknorth Garden              |
| 12 iulie 2006      | Philadelphia         | Statele Unite ale Americii | Wachovia Center                  |
| 13 iulie 2006      | Philadelphia         | Statele Unite ale Americii | Wachovia Center                  |
| 16 iulie 2006      | Atlantic City        | Statele Unite ale Americii | Boardwalk Hall                   |
| 18 iulie 2006      | New York             | Statele Unite ale Americii | Madison Square Garden            |
| 19 iulie 2006      | New York             | Statele Unite ale Americii | Madison Square Garden            |
| 22 iulie 2006      | Miami                | Statele Unite ale Americii | American Airlines Arena          |
| 23 iulie 2006      | Miami                | Statele Unite ale Americii | American Airlines Arena          |
| Europa             |                      |                            |                                  |
| 30 iulie 2006      | Cardiff              | Țara Galilor               | Millennium Stadium               |
| 1 august 2006      | Londra               | Anglia                     | Wembley Arena                    |
| 3 august 2006      | Londra               | Anglia                     | Wembley Arena                    |
| 6 august 2006      | Roma                 | Italia                     | Stadio Olimpico                  |
| 9 august 2006      | Londra               | Anglia                     | Wembley Arena                    |
| 10 august 2006     | Londra               | Anglia                     | Wembley Arena                    |
| 12 august 2006     | Londra               | Anglia                     | Wembley Arena                    |
| 13 august 2006     | Londra               | Anglia                     | Wembley Arena                    |
| 15 august 2006     | Londra               | Anglia                     | Wembley Arena                    |
| 16 august 2006     | Londra               | Anglia                     | Wembley Arena                    |
| 20 august 2006     | Düsseldorf           | Germania                   | LTU Arena                        |
| 22 august 2006     | Hannover             | Germania                   | AWD-Arena                        |
| 24 august 2006     | Horsens              | Danemarca                  | Casa Arena Horsens               |
| 27 august 2006     | Paris                | Franța                     | Palais omnisports de Paris-Bercy |
| 28 august 2006     | Paris                | Franța                     | Palais omnisports de Paris-Bercy |
| 30 august 2006     | Paris                | Franța                     | Palais omnisports de Paris-Bercy |
| 31 august 2006     | Paris                | Franța                     | Palais omnisports de Paris-Bercy |
| 3 septembrie 2006  | Amsterdam            | Olanda                     | Amsterdam Arena                  |
| 4 septembrie 2006  | Amsterdam            | Olanda                     | Amsterdam Arena                  |
| 6 septembrie 2006  | Praga                | Republica Cehă             | Sazka Arena                      |
| 7 septembrie 2006  | Praga                | Republica Cehă             | Sazka Arena                      |
| 12 septembrie 2006 | Moscova              | Rusia                      | Stadionul Lujniki                |
| Japonia            |                      |                            |                                  |
| 16 septembrie 2006 | Osaka                | Japonia                    | Kyocera Dome Osaka               |
| 17 septembrie 2006 | Osaka                | Japonia                    | Kyocera Dome Osaka               |
| 20 septembrie 2006 | Tokyo                | Japonia                    | Tokyo Dome                       |
| 21 septembrie 2006 | Tokyo                | Japonia                    | Tokyo Dome                       |